# 昆巴爾火山

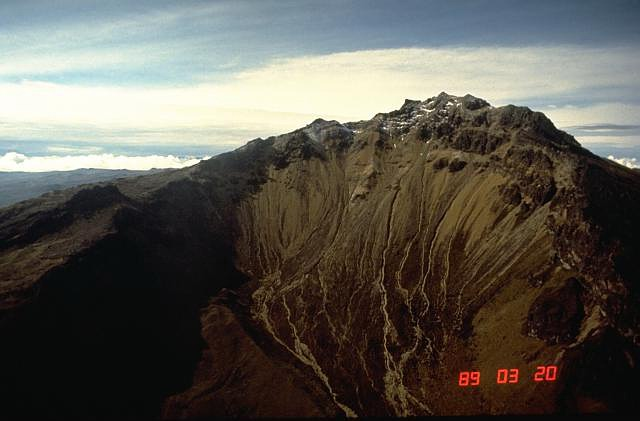

昆巴爾火山是哥倫比亞的火山，位於該國東南部納里尼奧省，屬於安第斯山脈的一部分，海拔高度4,764米，最近一次火山噴發在1926年發生。